# Roczniki dynastii Joseon
Roczniki dynastii Joseon (kor. 조선왕조실록, hanja 朝鮮王朝實錄) – kronika rządzącej Koreą w latach 1392-1910 dynastii Joseon, jeden z najważniejszych zabytków koreańskiego piśmiennictwa historiograficznego. 888 ksiąg, spisanych w łącznie 1893 tomach, redagowano w klasycznej chińszczyźnie między rokiem 1413 a 1865. Obejmuje 472 lata historii dynastii Joseon z lat 1392-1864 (począwszy od panowania założyciela dynastii, króla Taejo (Yi Seong-gye), aż do końca rządów 25. króla z dynastii Joseon, Cheoljonga). Stanowi najdłuższy zapis dziejów jednej dynastii królewskiej w historii świata. Z uwagi na wartość dla historii i kultury Korei, kronika (z wyjątkiem dziejów dwóch władców – 60 ksiąg w 74 tomach – spisanych już w czasie okupacji japońskiej z lat 1910-1945) znajduje się na liście Narodowych Skarbów Korei (151. miejsce), a także (od 1 października 1997 roku) na stworzonej przez UNESCO liście dziedzictwa kulturowego „Pamięć Świata”.

## Kompilacja kroniki
Dziedziny, których opisy zawarte są w kronice, to życie codzienne, relacje społeczne, geografia, sytuacja polityczna i gospodarcza, nauka, religia, muzyka, sztuka czy obserwowane zjawiska astronomiczne i atmosferyczne. Roczniki przedstawiają także stosunki ówczesnej Korei z innymi państwami i zagadnienia wojskowe. Dzięki szerokiej tematyce i szczegółowości opisów stanowi istotne źródło historyczne dla koreanistów zajmujących się okresem dynastii Joseon.
Codziennie zapiski, które po skompilowaniu stanowiły trzon zawartości kroniki, nosiły nazwę sacho (kor. 사초) i były przygotowywane przez profesjonalnych historiografów. Choć pracowali oni na dworze króla, bardzo pilnowano, by spisywane przez nich relacje były neutralne, a sami historiografowie posiadali urzędniczy immunitet. Notatki miały charakter ściśle tajny – nie mógł ich czytać nawet król, zaś za ich ujawnienie autorowi groziła kara śmierci przez ścięcie. Regulacje tego typu były surowe, lecz ostatecznie pozwoliły osiągnąć dziejopisarzom obiektywizm. Przynajmniej jeden z królów – Yeonsangun (1494-1506) – złamał jednak zakaz zaglądania do sacho i przeprowadził wśród kronikarzy czystkę, do której doszło w roku 1498. Sześciu autorów Roczników zostało wtedy straconych z powodu niepochlebnych uwag na temat króla, które umieszczali w prowadzonych na co dzień notatkach. W następstwie tej czystki dostęp króla do notatek został dodatkowo utrudniony. Pod koniec panowania dynastii Joseon, gdy przez wiele lat trwała rywalizacja o władzę pomiędzy różnymi frakcjami na dworze króla, dochodziło prawdopodobnie do prób manipulacji tekstem i do pisania notatek na nowo. Dbającym o bezpieczeństwo kronik urzędnikom udało się jednak zachować zbiór roczników w całości w oryginalnej postaci.
Początkowo kronikarze odnotowywali w sacho dosłownie każde słowo i każdą czynność króla, szczegółowo śledząc jego życie codzienne. W ostatecznej wersji tekstu często jednak pomijali niektóre z początkowo spisanych szczegółów. Na przykład, pewnego dnia panujący w latach 1400-1418 król Taejong (poprzednik słynnego króla Sejonga, inicjatora powstania koreańskiego alfabetu) spadł z konia i natychmiast rozkazał swoim współpracownikom, by nie przekazywali kronikarzom wieści o wypadku. Kronikarze dowiedzieli się jednak o incydencie, odnotowując zarówno wypadek, jak i prośbę króla. Ten sam król skarżył się także (co dotarło do autorów ówczesnego rocznika i zostało w nim wspomniane), że nadworni kronikarze podsłuchują jego rozmowy, a jednemu z nich w przebraniu udało się nawet pojechać z królem na polowanie.
Kompilacja właściwej treści kroniki z rządów danego króla na podstawie sacho następowała dopiero po jego śmierci. Biuro, w którym formalnie pracowali spisujący Roczniki urzędnicy, nosiło nazwę sillokcheong (kor. 실록청, Biuro do spraw Roczników). Roczniki trzech pierwszych króli z dynastii Joseon: Taejo (1392-1398), Jeongjonga (1399-1400) i Taejonga (1400-1418) stanowią manuskrypty. Począwszy od rządów króla Sejonga (niekiedy nazywanego także Wielkim, 1418-1450), Roczniki drukowano za pomocą metalowych i drewnianych czcionek ruchomych. Była to w owym czasie nowatorska metoda druku, nieużywana jeszcze do drukowania podobnych dokumentów w Chinach czy Japonii.
Istniały cztery osobne repozytoria Roczników, które kopiowano na potrzeby każdego z nich: w powiatach Chungju (dziś prowincja Chungcheong Północny), Jeonju (Jeolla Północna) i Seongju (Gyeongsang Północny), a także w stolicy królestwa (dziś Seul, kor. 서울, wówczas noszący nazwę Hanseong, kor. 한성), w położonym na terenie kompleksu królewskiego budynku Chunchugwan (kor. 춘추관, dosł. „Pałac Wiosny i Jesieni”, obecnie stanowiący element Błękitnego Domu, siedziby prezydenta Korei Południowej). Wszystkie repozytoria oprócz położonego w Jeonju spłonęły podczas japońskiej inwazji z lat 1592-1598. Po zakończeniu inwazji wykonano pięć nowych kopii Roczników, które zostały zdeponowane w Chunchugwanie, a także w repozytoriach zlokalizowanych na trudno dostępnych terenach górskich, w górach Myohyang, Taebaek, Odae oraz Mani. W 1624 kopia złożona w Seulu została skradziona w wyniku zdrady jednego z urzędników. Kopia z gór Mani częściowo zaginęła podczas inwazji Mandżurów w 1636 roku. Ocaloną część księgozbioru przeniesiono w góry Jeokseong w roku 1678. Także tam w 1633 trafiła kopia z gór Myohyang. Z kolei podczas okupacji japońskiej z lat 1910-1945, Japończycy przewieźli kopię z gór Odae do Japonii, gdzie trafiła w ręce naukowców z Uniwersytetu Tokijskiego, jednak została niemal w całości utracona po wielkim trzęsieniu ziemi, które nawiedziło Japonię w 1923 roku. 47 ksiąg uratowano – w lipcu 2006 roku zostały zwrócone Korei Południowej.
Roczniki zostały przetłumaczone z klasycznego chińskiego niezależnie przez historyków w Korei Północnej (w latach 80.) i w Korei Południowej (prace nad tłumaczeniem zakończono tam w 1994 roku). Część oryginalnych ksiąg zeskanowano z inicjatywy Uniwersytetu Seulskiego i opublikowano w internecie.

## Roczniki wyłączone ze zbioru
Roczniki spisane podczas rządów dwóch ostatnich władców z dynastii Joseon, cesarzy Gojonga i Sunjonga (lata 1863-1910), wyłączono z całej serii i nie są one oficjalnie traktowane jako część kroniki. Przez koreańskich historyków obie księgi zostały uznane za „niewiarygodne”, gdyż duży wpływ na przebieg prac przy ich tworzeniu mieli Japończycy, którzy według Koreańczyków przyczynili się do zafałszowania wielu podanych w nich faktów historycznych. Choć zostały one przetłumaczone w ramach prowadzonych w Korei Południowej prac nad przekładem całej kroniki, nie są one również częścią Roczników traktowanych jako jeden z Narodowych Skarbów Korei.